# Paso Campamento
Paso Campamento o Campamento es una localidad uruguaya del departamento de Artigas. Los restos del brigadier general Diego Lamas están sepultados en un mausoleo sobre un camino vecinal contiguo a esta localidad.

## Geografía
La localidad se ubica en la zona sur del departamento de Artigas, en las costas del arroyo Cuaró Grande, junto al cruce de la ruta 4 sobre este arroyo, km 154 de la mencionada ruta.

## Población
Según el censo de 2011 la localidad contaba con una población de 264 habitantes.
| 189           | 231 | 198 | 130 | 221 | 264 |
| (Fuente: INE) |     |     |     |     |     |